# Opération Jambe de bois
Pour les articles homonymes, voir Jambe de bois (homonymie).

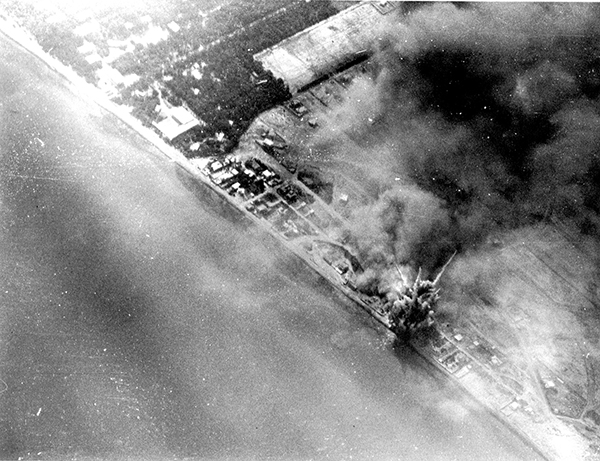
Photo du bombardement du QG de l'OLP.

Le raid israélien contre le quartier général de l'OLP à Tunis ou opération Jambe de bois (hébreu : מבצע רגל עץ ou Mivtza Regel Etz) selon le nom de code donné par Israël, est une opération de bombardement par l'armée de l'air israélienne du quartier général de l'Organisation de libération de la Palestine (OLP) à Hammam Chott en Tunisie réalisé le 1er octobre 1985 sur ordre du Premier ministre israélien de l'époque, Shimon Peres. Il est considéré par le Conseil de sécurité des Nations unies comme un « acte d'agression armée perpétré [...] en violation flagrante de la Charte des Nations unies et du droit et des normes de conduite internationaux ». 
Il cause la mort de 50 Palestiniens et de 18 Tunisiens.

## Contexte
L'un des objectifs de l'intervention militaire israélienne au Liban de 1982 est de repousser l'OLP hors du Liban du Sud, région qui est utilisée comme base pour lancer des attaques contre le territoire israélien. Après avoir quitté le Liban, Yasser Arafat choisit la Tunisie pour y installer le quartier général de l'OLP. Il s'y installe le 3 septembre 1982.
Le 25 septembre 1985, trois civils israéliens sont assassinés sur leur yacht au large de la côte chypriote, à Larnaca. L'opération est revendiquée selon le site de Tsahal par la Force 17 de l'Organisation de libération de la Palestine, mais est officiellement condamnée par l'OLP. Cet assassinat se voulait de la part de ses auteurs comme une vengeance contre une décennie de politique israélienne basée sur des détournements dans les eaux internationales. Le cabinet israélien décide alors immédiatement de venger cette attaque et choisit de viser les bureaux de l'OLP à Hammam Chott (au sud de Tunis). D'après Noam Chomsky, Israël a par la suite concédé que les auteurs de cet assassinat étaient probablement lié à la Syrie et que, même si la Tunisie n'y était pas liée, elle constituait néanmoins une cible bien plus facile et sans défense.

## Déroulement de l'opération

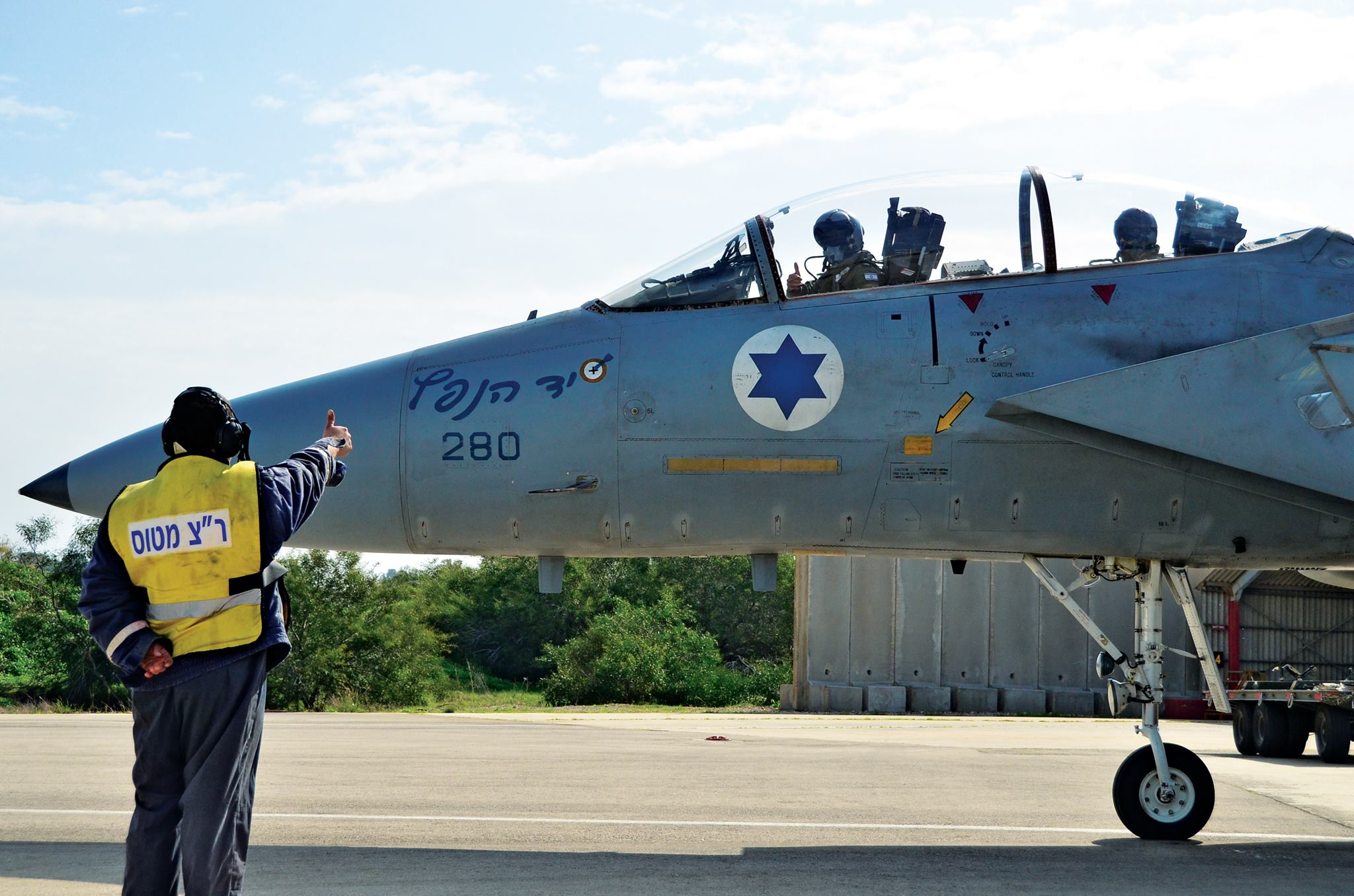
F-15D Baz no 280, avec une marque de victoire de l'opération Jambe de bois apposée à côté de son nom.

Détail de la marque de victoire.

Le 1er octobre, à 7 heures du matin, dix F-15D Eagle décollent en direction de la Tunisie pour une mission longue visant un objectif distant de 3 000 kilomètres. Il s'agit de F-15D Baz (בז, litt.« faucon »), des modèles modifiés pour l'armée israélienne.
| No  | Nom en hébreu | Translittération    | Traduction littérale        |
| --- | ------------- | ------------------- | --------------------------- |
| 223 | הנמר המעופף   | Ha Nammer Ha Meofef | « tigre volant »            |
| 280 | יד הנפץ       | Yad Ha Nefetz       | « main explosive »          |
| 408 | מרכבת אש      | Merkevet Esh        | « char de feu »             |
| 450 | חרב פיפיות    | Kerev Pipyot        | « épée à double tranchant » |
| 455 | רוח פרצים     | Ruach Pratzim       |                             |
| 530 | חץ            | Chetz               | « flèche »                  |
| 840 | קומנדו        |                     |                             |
| 957 | מרקיע שחקים   | Markia Schakim      |                             |
| 965 | ציפור האש     |                     | « oiseau de feu »           |
| 970 | איילת השחר    | Ayelet Hashahar     | « biche de l'aurore »       |

Deux d'entre eux ne sont pas armés de bombe et sont chargés de l'escorte, tandis que les autres emportent des bombes guidées GBU-15. Ils sont accompagnés de deux Boeing 707 ravitailleurs, avec l'appui d'une base américaine en Sicile, selon Jeune Afrique. Le ravitaillement des avions se fait en vol à mi-chemin vers 10 heures. Un hélicoptère de secours est prépositionné à Malte.
Les avions ne trouvent aucune opposition pour les empêcher de pénétrer l'espace aérien tunisien et de bombarder en deux vagues le quartier général de l'OLP en bord de mer d'où Arafat est absent (car se recueillant sur la dépouille de l'ancien ministre tunisien Abdallah Farhat). La Tunisie dénombre 68 morts (50 Palestiniens et 18 Tunisiens), tués par les « bombes intelligentes [israéliennes] qui les ont déchiquetés », avec une centaine de blessés et des dégâts matériels estimés à six millions de dollars.
Après l'arrestation de l'agent double Jonathan Pollard en novembre 1985 aux États-Unis, on apprend l'objectif d'utiliser des photos satellites américaines que ce dernier a transmises secrètement aux services israéliens.
Selon Noam Chomsky, les États-Unis, de par leurs six navires de guerre en Méditerranée et leurs agences de renseignement, ne pouvaient ignorer l'approche des F-15 en direction de la Tunisie. Cependant, bien qu'elle fût leur alliée, ils ne l'ont pas prévenue.

## Après le raid

### Réactions tunisiennes

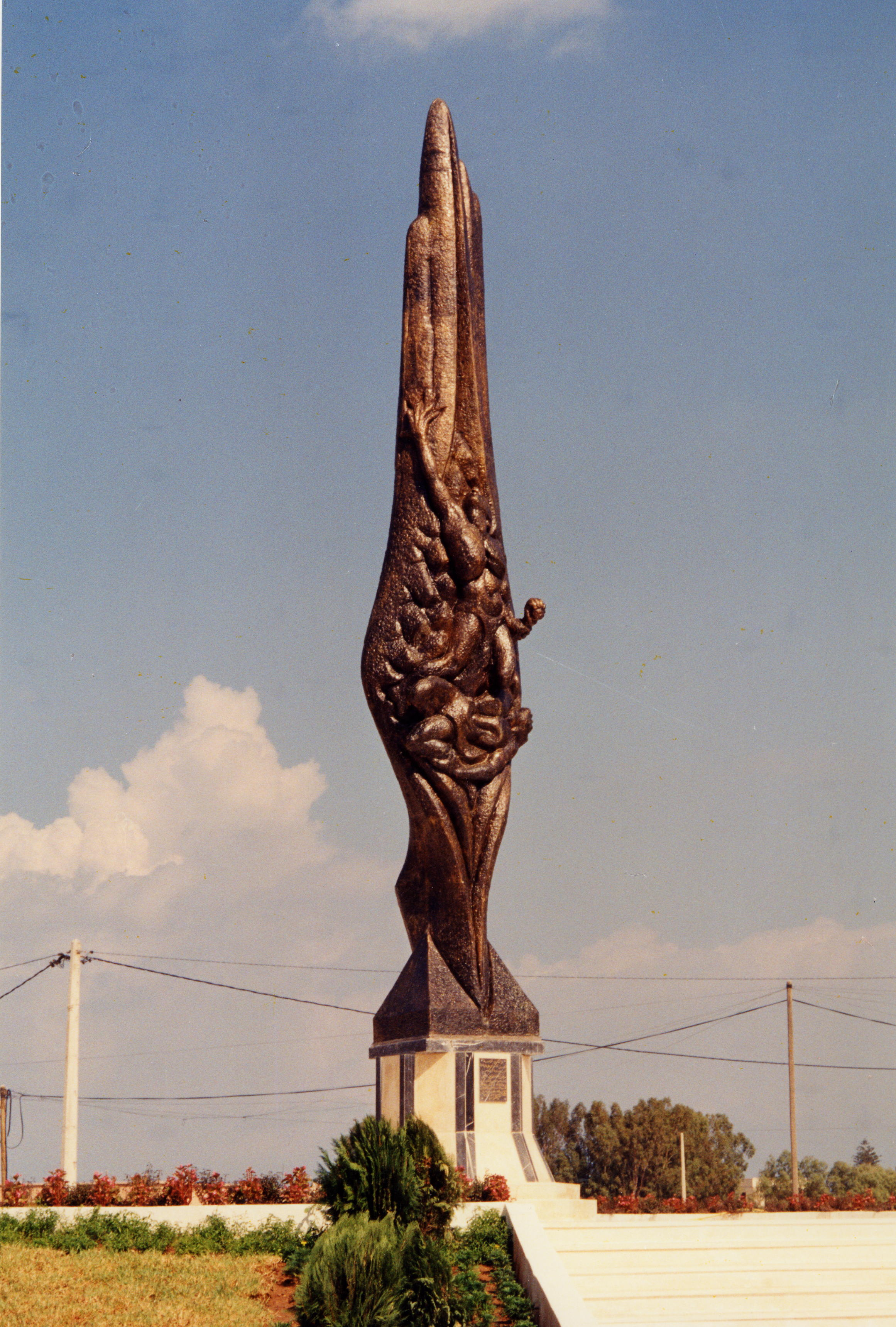
Mémorial érigé à Hammam Chott en hommage aux victimes de l'opération.

La question qui préoccupe dès lors le président Habib Bourguiba, ami fidèle des États-Unis, demeure la position de ce pays vis-à-vis du raid à un moment où l'opposition tunisienne, toutes tendances confondues, reproche au gouvernement son alliance avec Washington et exige la rupture des relations diplomatiques avec les États-Unis, où le sentiment antiaméricain se renforce dans l'opinion publique exaspérée par le manquement des médias vis-à-vis de la couverture de la tragédie et où le différend avec la Libye ainsi que la situation sociale du pays risquent de mettre le feu aux poudres. La Maison-Blanche approuve en effet, le jour même de l'attaque, le raid israélien en le qualifiant de « légitime contre des actes de terrorisme. Pour la politique des États-Unis, des représailles contre des attaques terroristes sont une réponse légitime et une expression d'autodéfense. D'après les informations préliminaires dont nous disposons, cela semble être le cas », déclare le porte-parole de la Maison-Blanche, Larry Speakes, qui tient à ajouter à la fin de sa déclaration « que par principe, une réponse appropriée à des actes de terrorisme est un acte légitime d'autodéfense ».
Bourguiba, préoccupé par le rôle qu'auraient joué les États-Unis dans l'opération et étonné par la position américaine aurait déclaré à l'ambassadeur américain à Tunis qu'il avait fait convoquer au lendemain de l'agression : « Je suis dans la situation d'un homme qui a toujours cru à la fidélité de son épouse, qui découvre au terme de cinquante années qu'il a été trompé et qui se demande s'il n'a pas été trompé depuis le début » (Le Quotidien de Paris du 4 octobre). Mahmoud Mestiri, numéro deux de la diplomatie tunisienne, demande aux États-Unis, le 2 octobre, de « reconsidérer leur position négative et inattendue vis-à-vis de cette agression, position qui est en contradiction avec la loi et la morale ». Répondant à la demande, Washington finit par réviser son jugement. Tout en exprimant sa « compréhension » envers l'opération israélienne présentée comme une « expression d'autodéfense », la Maison-Blanche s'abstient de reprendre ses affirmations du 1er octobre présentant le raid comme légitime. « Une révision qui n'est pas un revirement mais nuance les termes de la première prise de position. Le porte-parole de la Maison-Blanche a d'ailleurs nié toute modification de l'attitude américaine » commente le journal Le Soir (3 octobre).

### Conseil de sécurité de l'ONU
Tout de suite après l'attaque, la Tunisie porte plainte auprès de l'ONU. Des négociations sont rapidement entamées sur un texte de résolution. Elles aboutissent à la résolution 573 (en), dans laquelle le Conseil de sécurité « condamne énergiquement l'acte d'agression armée perpétré par Israël contre le territoire tunisien, en violation flagrante de la Charte des Nations unies et du droit et des normes de conduite internationaux ». C'est une résolution qui ne mentionne pas les Palestiniens et condamne le raid sans toutefois s'attaquer directement à son auteur, la formulation initiale « condamne Israël » ayant été remplacée par « condamne l'acte d'agression perpétré par Israël », et la référence à un terrorisme d'État ayant été supprimée.
À la suite des pressions internes aux États-Unis, de la condamnation ferme des Européens et de l'intervention de Bourguiba, les États-Unis optent pour l'abstention. Le texte adopté par 14 voix contre 0 et une abstention, outre la condamnation de l'attaque, demande des compensations financières pour les dommages subis par la Tunisie et exige des États membres des mesures pour éviter la répétition de cette agression. À cela, Mestiri répond : « Certes, nous aurions souhaité la condamnation directe d'Israël mais plusieurs pays occidentaux et même latino-américains, et pas seulement les États-Unis, ont toujours été réticents pour accepter une formulation qui revêt, de leur point de vue, des implications politiques et juridiques complexes » (Réalités du 11 octobre). Toutefois, cette résolution ne manque pas de provoquer une réaction d'hostilité de la part d'Israël qui, dans une déclaration du 21 novembre dont elle demande l'intégration dans le rapport du secrétaire général de l'ONU sur l'application de la résolution, considère le texte comme « totalement inacceptable » et, en particulier, rejette « l'usage impropre des termes acte d'agression et acte d'agression armée ».
En décembre, la Tunisie présente à l'ONU un rapport détaillé sur les dégâts causés par le raid israélien. Dans ce rapport de 127 pages, élaboré par une commission d'enquête spéciale constituée par le gouvernement, la Tunisie avance le chiffre de 68 morts (50 Palestiniens et 18 Tunisiens) et 5 432 125 dinars de dégâts matériels. Le gouvernement tunisien se réserve « le droit de réclamer des dommages et intérêts pour violation de sa souveraineté et atteinte à son développement économique et social » compte tenu du fait que, selon la commission, il est impossible d'évaluer l'ampleur du préjudice subi. Toutefois, la partie de la résolution estimant que la Tunisie a droit à « des réparations appropriées suite aux pertes en vies humaines et aux dégâts matériels dont elle a été victime » restera lettre morte, puisqu'en 2023 Israël n'avait toujours pas versé de réparation.

### Attentats
Les attentats des aéroports de Rome et de Vienne, effectués le 27 décembre 1985 par le Fatah-Conseil révolutionnaire, sont des représailles à l'opération.